# Ferrovia Macomer-Nuoro
La ferrovia Macomer-Nuoro è una linea ferroviaria a scartamento ridotto della Sardegna, gestita dall'ARST.

## Storia
| Tratta         | Inaugurazione    |
| -------------- | ---------------- |
| Macomer-Tirso  | 26 dicembre 1888 |
| Tirso-Orotelli | 25 gennaio 1889  |
| Orotelli-Nuoro | 6 febbraio 1889  |

La Macomer-Nuoro, unica linea ordinaria attiva del compartimento ferroviario di Macomer dell'ARST, nacque nell'ultima parte del XIX secolo per assicurare un collegamento ferroviario anche a Nuoro, non lontana dal percorso del progetto della rete a scartamento ordinario della Compagnia Reale delle Ferrovie Sarde, ma in seguito tagliata fuori dalla scelta di un diverso tracciato passante per Macomer. Le popolazioni e le autorità locali mostrarono più volte il loro disappunto negli anni in cui la Dorsale Sarda fu costruita e successivamente messa in funzione così, quando nel 1886 venne decisa la costruzione della rete secondaria sarda, fu scontata la scelta di realizzare una linea che da Nuoro si ricollegasse alla rete delle allora Ferrovie Reali.

L'originaria stazione di Nuoro in una cartolina d'epoca

La costruzione della ferrovia, allora come oggi a binario unico non elettrificato con scartamento da 950 mm, fu affidata alle Strade Ferrate Secondarie della Sardegna, che ebbero il compito di creare un collegamento da Bosa a Nuoro via Macomer, per questo la linea era nota all'epoca anche come Bosa-Macomer-Nuoro, nonostante non esistesse un collegamento diretto tra Bosa e Nuoro, essendo la stazione delle secondarie di Macomer di fatto una stazione di testa. Il primo tronco della linea a essere inaugurato fu quello da Bosa a Macomer, e da Macomer alla stazione di Tirso (nei pressi di Illorai): i primi treni percorsero la tratta il 26 dicembre 1888. Poche settimane dopo, la linea fu completata raggiungendo prima Orotelli (26 gennaio 1889) e infine Nuoro, che vide arrivare i primi convogli passeggeri il 6 febbraio di quell'anno; complessivamente da Macomer a Nuoro la linea misurava all'epoca 62,438 km. Nel 1893 fu inoltre inaugurata un'altra linea delle SFSS che dallo scalo di Tirso si ricongiungeva alla rete a scartamento ordinario a Chilivani, creando un secondo collegamento per Nuoro con la Dorsale Sarda.
A tal proposito, la Macomer-Nuoro non terminava nella stazione delle allora SFSS di Macomer, bensì 200 metri più avanti, nella vicina stazione delle Ferrovie Reali, all'interno della quale vi era un binario appositamente attrezzato per i treni a scartamento ridotto collegato da un breve raccordo e da un sistema di scambi alla stazione delle Secondarie.

La stazione ARST di Macomer nel 1935, in occasione dell'entrata in servizio delle automotrici Emmine lungo la linea

Nuoro e gli abitati limitrofi avevano ora il loro collegamento ferroviario, ma non mancarono le richieste e le petizioni, stavolta vane, per ulteriori migliorie alla strada ferrata: tra le principali fu più volte richiesta invano la riconversione a scartamento ordinario della tratta, inoltre venne auspicata in più occasioni la connessione con la Cagliari-Isili-Sorgono, prolungando quest'ultima da Sorgono alla stazione di Oniferi. Altra modifica più volte richiesta dagli amministratori nuoresi fu il prolungamento della ferrovia da Nuoro verso il mare, in modo da facilitare il traffico merci col continente: tra le proposte degli amministratori, che sfociarono in parecchie diatribe campanilistiche, si ricordano:
- il prolungamento della ferrovia da Nuoro a Orosei
- il prolungamento della ferrovia da Nuoro a Siniscola e Posada
- il collegamento di Nuoro con la Mandas-Arbatax e il porto di quest'ultimo abitato.

Passata alla gestione delle Ferrovie Complementari della Sardegna nel 1921, a metà degli anni trenta sulla linea a fianco delle locomotive a vapore vennero introdotte le prime automotrici Diesel (le cosiddette Emmine, entrate ufficialmente in servizio il 21 febbraio 1935), che tra le altre cose permisero maggiori velocità d'esercizio, e consentirono anche ai treni passeggeri di entrare alla stazione FS di Macomer, permettendo un rapido trasbordo dei passeggeri da un vettore all'altro. Ad esse si affiancarono poco tempo dopo 3 esemplari delle automotrici Fiat ALn 40.

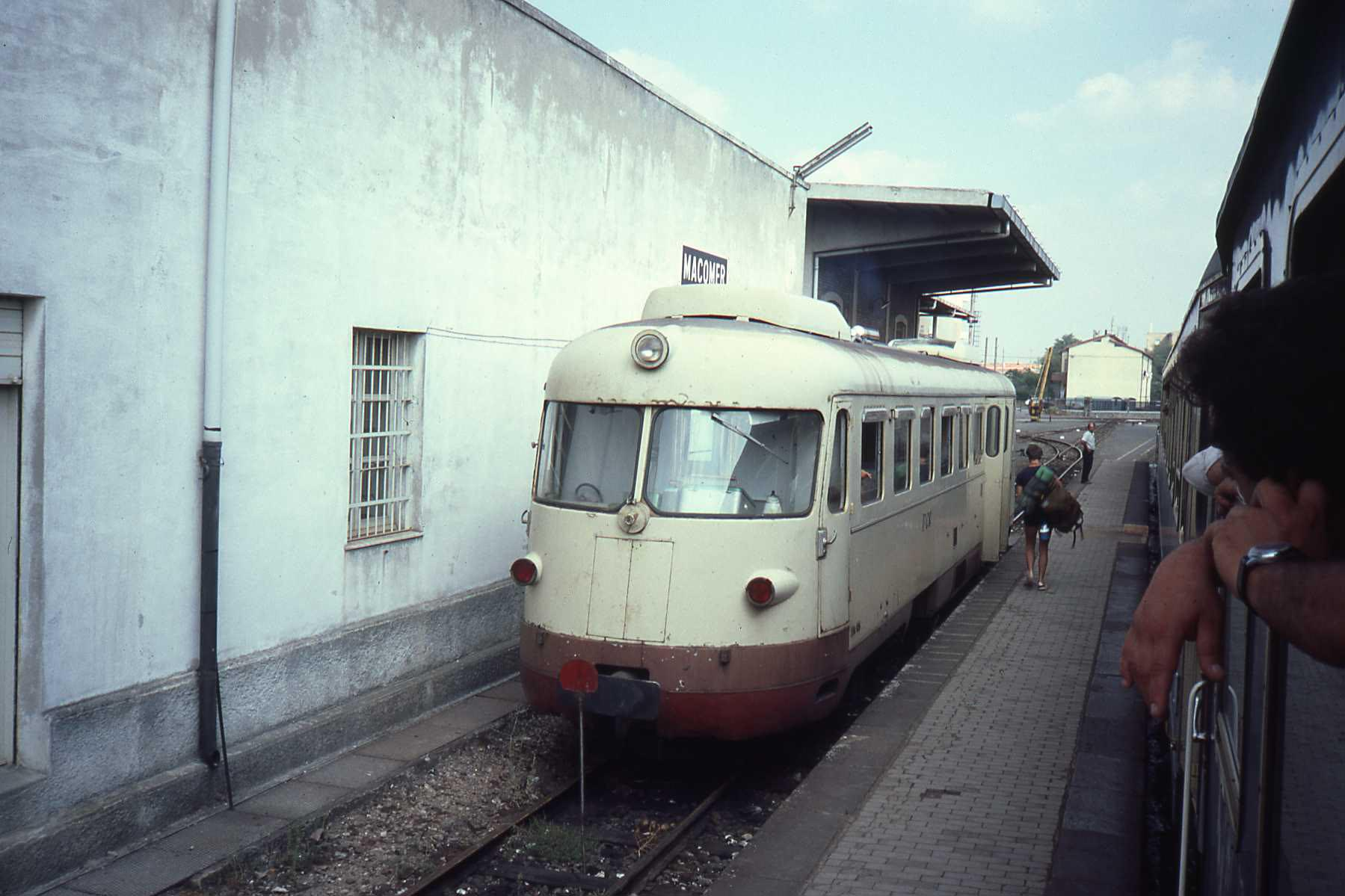
Automotrice ADe delle FCS all'interno della stazione FS di Macomer, per vari decenni capolinea occidentale di parte delle relazioni espletate sulla ferrovia

Dopo la seconda guerra mondiale, durante la quale le due stazioni di Macomer furono bombardate, la ferrovia nell'ambito del piano di aggiornamento della rete sarda fu sottoposta a numerosi lavori di manutenzione: venne sostituito interamente l'armamento, e furono realizzate 14 varianti (per complessivi 10,4 km di nuovo tracciato) che ridussero la lunghezza della linea a circa 61 km. Oltre a questi lavori, la stazione di Nuoro negli anni cinquanta fu spostata dall'originaria sede di "Sae Marine", laddove oggi sorge piazza Italia, alla attuale stazione di via Lamarmora. Il nuovo scalo fu inaugurato il 12 maggio 1958 insieme alle nuove automotrici ADe entrate in servizio quel giorno lungo la linea. In quegli stessi anni ebbe inizio la riconversione diesel anche del materiale ordinario della linea, con la fornitura dei locomotori LDe a trazione diesel elettrica che nel tempo sostituirono completamente le vecchie locomotive a vapore. Sul finire di quel decennio, nel 1969, fu però chiusa la Tirso-Chilivani, fatto che concentrò tutti i traffici diretti da Nuoro verso la Dorsale Sarda sulla linea per Macomer.
Nel 1989 la ferrovia passò alla gestione delle Ferrovie della Sardegna (dal 2008 ARST Gestione FdS), che a metà degli anni novanta introdussero nuove automotrici (le ADe serie 90) da affiancare a quelle presenti, oltre ad effettuare in quegli stessi anni nuove modifiche di tracciato (rettifiche e varianti), che portarono la lunghezza della Macomer-Nuoro ai 58 km attuali.
Nel 2006 venne chiuso il raccordo Macomer FdS-Macomer FS, per permettere al Comune di Macomer di costruire un sottopasso stradale; tale chiusura, poi, diventò definitiva anche perché ormai il raccordo era utilizzato solo in presenza di passeggeri diretti allo scalo della rete principale, essendo tra l'altro già cessato qualche anno prima anche il traffico merci e il carrellamento dei carri delle Ferrovie dello Stato.

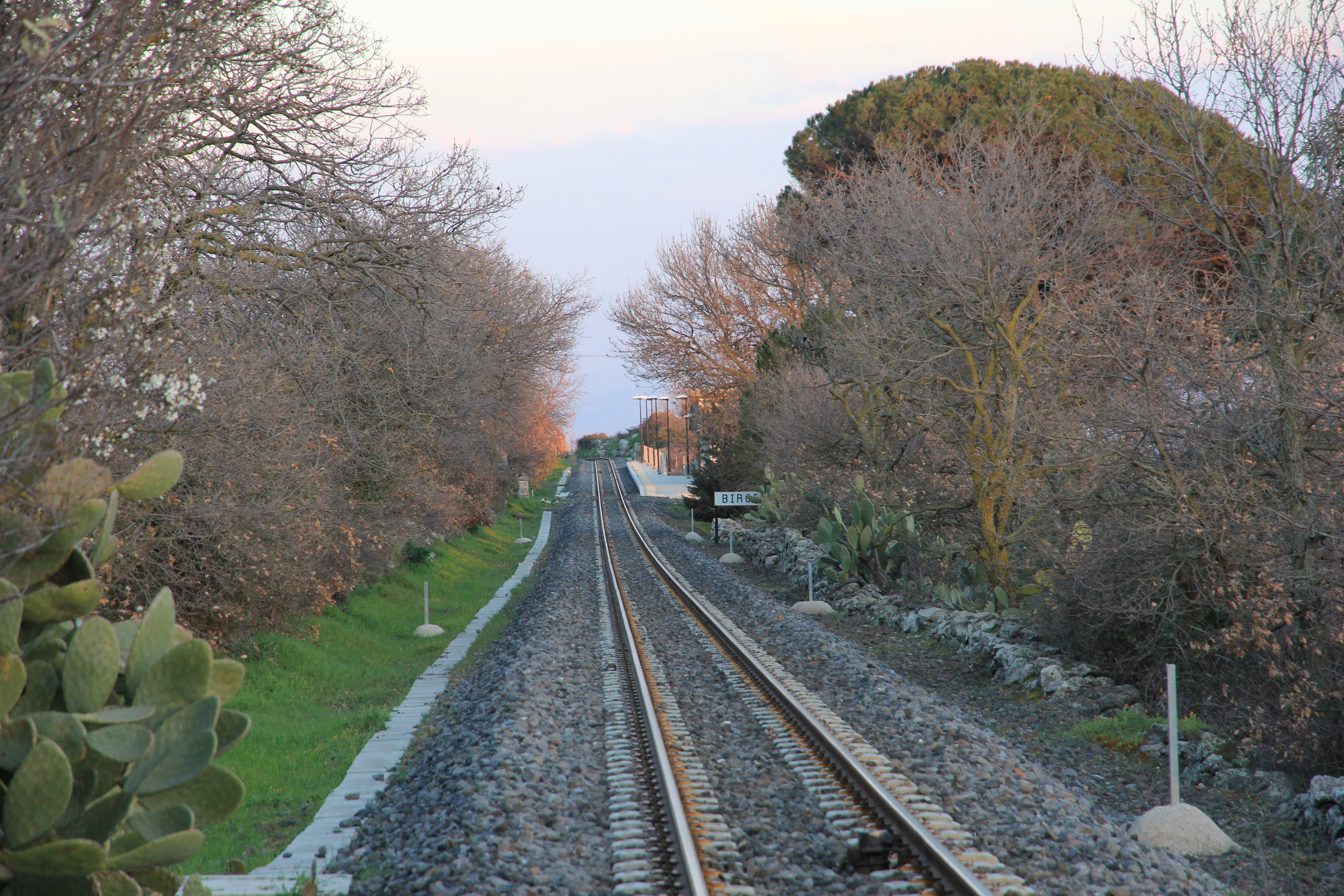
La linea nei pressi della fermata di Birori dopo i lavori di sostituzione dell'armamento degli anni dieci

Completamente priva di sistemi di segnalazione e di precedenza automatizzati (si utilizzano tuttora i cosiddetti ordini di servizio), la linea il 15 giugno 2007 fu teatro di un grave incidente ferroviario, uno scontro frontale tra due treni tra le stazioni di Bortigali e Birori, costato la vita a 3 persone.
Nel 2010 la gestione della ferrovia è passata all'ARST in seguito alla fusione di questa azienda con la precedente società titolare della concessione della linea, l'ARST Gestione FdS. Nello stesso anno la linea è stata chiusa per la sostituzione dell'armamento e la ristrutturazione delle stazioni, ultimata nel 2012.
Inoltre è in corso l'ammodernamento infrastrutturale della linea, la cui realizzazione prevede in particolare la realizzazione di un sistema di gestione del traffico ferroviario da una direzione di movimento centrale, con sede a Macomer, e di un nuovo sistema di segnalamento.

## Caratteristiche

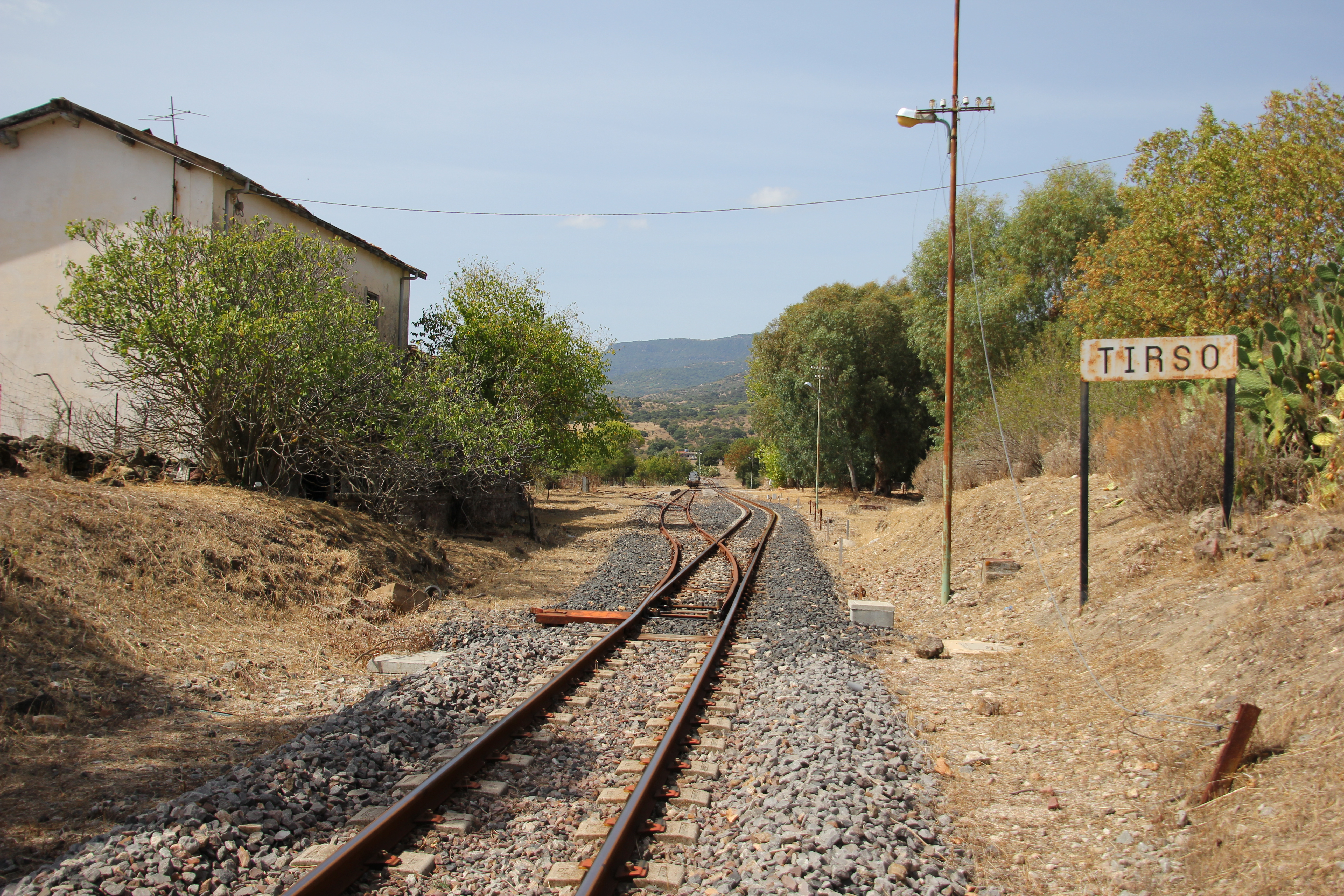
Il binario della linea all'ingresso della stazione di Tirso, scalo di diramazione sino al 1969 con la ferrovia per Chilivani

La ferrovia nella configurazione di tracciato in uso da metà anni novanta consiste in 57,738 km di linea a scartamento ridotto (950 mm) interamente a semplice binario non elettrificato collegante la stazione ARST di Macomer con quella di Nuoro; con la prima posta nelle vicinanze della stazione RFI del centro del Marghine a cui fu a lungo collegata da un breve raccordo (220 m). Il tracciato originale misurava invece 62,338 km tra la vecchia stazione di Nuoro e quella della rete a scartamento ridotto a Macomer, e fu modificato principalmente negli anni cinquanta (quattordici varianti per oltre dieci chilometri di nuovo sedime) e novanta.
Riguardo l'infrastruttura ferroviaria, la linea è armata con rotaie Vignoles da 36 kg/m installate su traversine biblocco in cemento armato. Il peso massimo assiale consentito è di 9,99 t (98 kN). Gli estremi altimetrici si rilevano a Macomer, la cui stazione è posta a 571 m s.l.m., e ad Iscra, scalo posto a 183 m s.l.m. nei pressi del fiume Tirso.
Oltre ai due capolinea risultano attive per il servizio passeggeri le stazioni di Bortigali, Bolotana, Tirso, Iscra, Oniferi e Prato Sardo, tutte attrezzate per gli incroci. Sono inoltre in uso le fermate di Birori, Silanus, Lei e Orotelli. Dal punto di vista della direzione del movimento essa è espletata con dirigenza locale negli scali capolinea, con distanziamento dei treni a tempo e con la trasmissione delle comunicazioni via telefono.

### Percorso
| Continuation backward |

| Station on track |

| Unknown route-map component "CONTgq" | Unknown route-map component "xABZgr" |  |

| Unknown route-map component "exSTR" |

| Unknown route-map component "KBHFxa" |

|  | Unknown route-map component "ABZgl" | Unknown route-map component "CONTfq" |

| Underbridge |

| Stop on track |

| Station on track |

| Unknown route-map component "HSTeBHF" |

|  | Unknown route-map component "eSHI2gl" | Unknown route-map component "exBS2c3" |

|  | Unknown route-map component "eSHI2g+l" | Unknown route-map component "exBS2c4" |

| Unknown route-map component "HSTeBHF" |

| Unknown route-map component "exBS2c2" | Unknown route-map component "eSHI2gr" |  |

| Unknown route-map component "exBS2c1" | Unknown route-map component "eSHI2g+r" |  |

| Station on track |

|  | Unknown route-map component "eSHI2gl" | Unknown route-map component "exBS2c3" |

|  | Unknown route-map component "eSHI2g+l" | Unknown route-map component "exBS2c4" |

|  | Unknown route-map component "eABZgl+l" | Unknown route-map component "exCONTfq" |

| Station on track |

| Unknown route-map component "exBS2c2" | Unknown route-map component "eSHI2gr" |  |

| Unknown route-map component "exBS2c1" | Unknown route-map component "eSHI2g+r" |  |

| Unknown route-map component "eHST" |

| Unknown route-map component "hKRZWae" |

| Station on track |

| Unknown route-map component "exBS2c2" | Unknown route-map component "eSHI2gr" |  |

| Unknown route-map component "exBS2c1" | Unknown route-map component "eSHI2g+r" |  |

| Unknown route-map component "HSTeBHF" |

| Underbridge |

| Station on track |

| Unknown route-map component "exBS2c2" | Unknown route-map component "eSHI2gr" |  |

| Unknown route-map component "exBS2c1" | Unknown route-map component "eSHI2g+r" |  |

| Station on track |

| Unknown route-map component "eHST" |

| Unknown route-map component "KBHFxe" |

| Unknown route-map component "exKBHFe" |

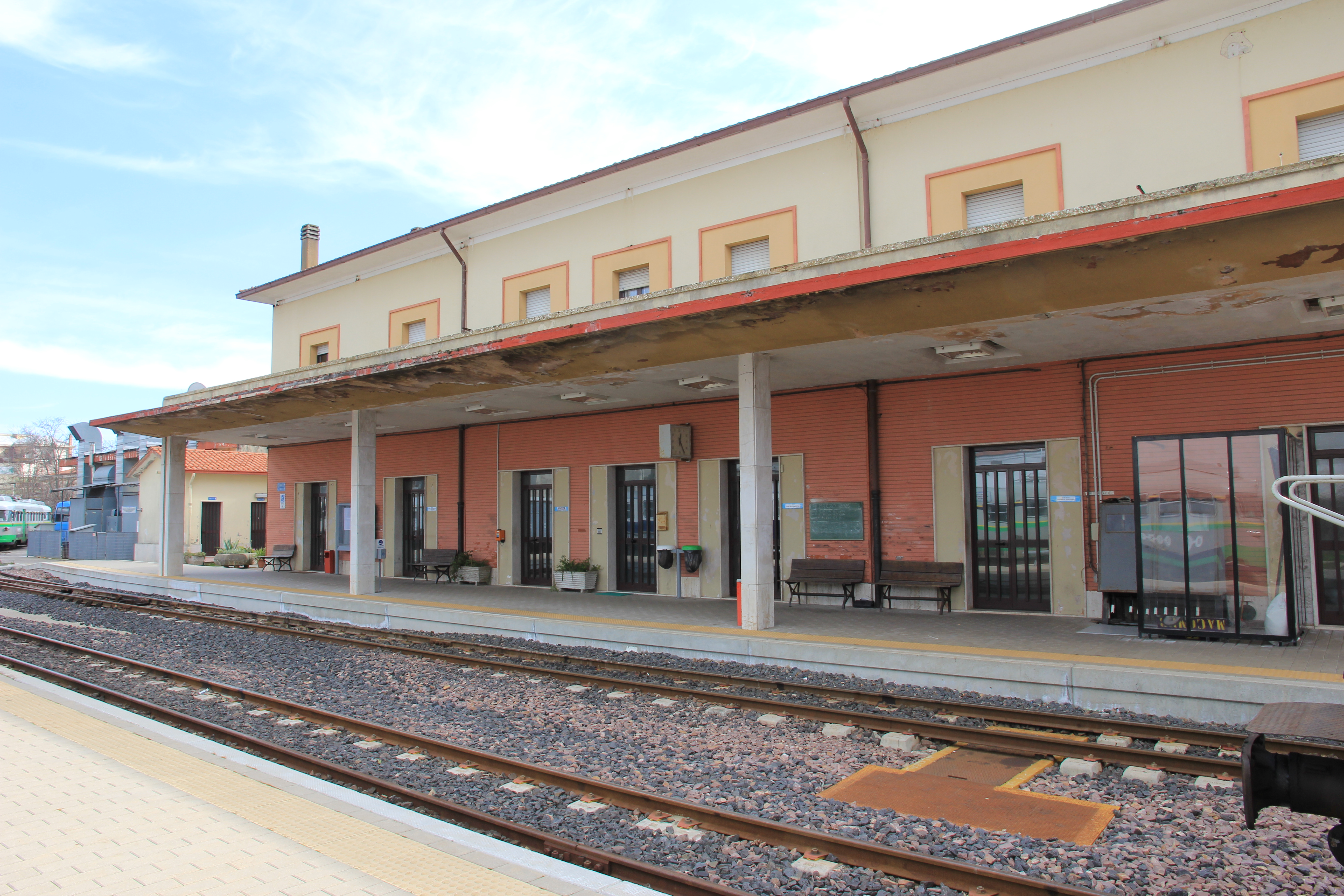
L'interno della stazione di Macomer dell'ARST

La linea ha origine nella stazione ARST di Macomer, in cui sono ospitati anche i principali impianti di rimessaggio e manutenzione della rete a scartamento ridotto del centro Sardegna e la direzione d'esercizio della stessa. Sino al 2006 questo impianto fu collegato anche alla vicina stazione RFI del centro del Marghine, la quale fu per decenni l'origine ed il capolinea di varie relazioni con Nuoro. Dalla stazione di Macomer, punto più alto della linea, il tracciato prosegue in costante discesa altimetrica verso est, raggiungendo la fermata di Birori e la stazione di Bortigali.
Da quest'ultimo centro la ferrovia continua la sua discesa ai piedi dei monti del Marghine, arrivando alla fermata di Silanus: uscendo dal paese il tracciato si distacca dall'originale dopo la realizzazione di alcune rettifiche del percorso realizzate negli anni novanta. Una volta ricongiuntosi con il sedime originario nei pressi di Lei, il percorso attraversa la fermata di questo paese e si dirige verso la stazione di Bolotana: nel tratto compreso tra questi impianti fu realizzata una delle varianti facenti parte del piano di ammodernamento del dopoguerra.

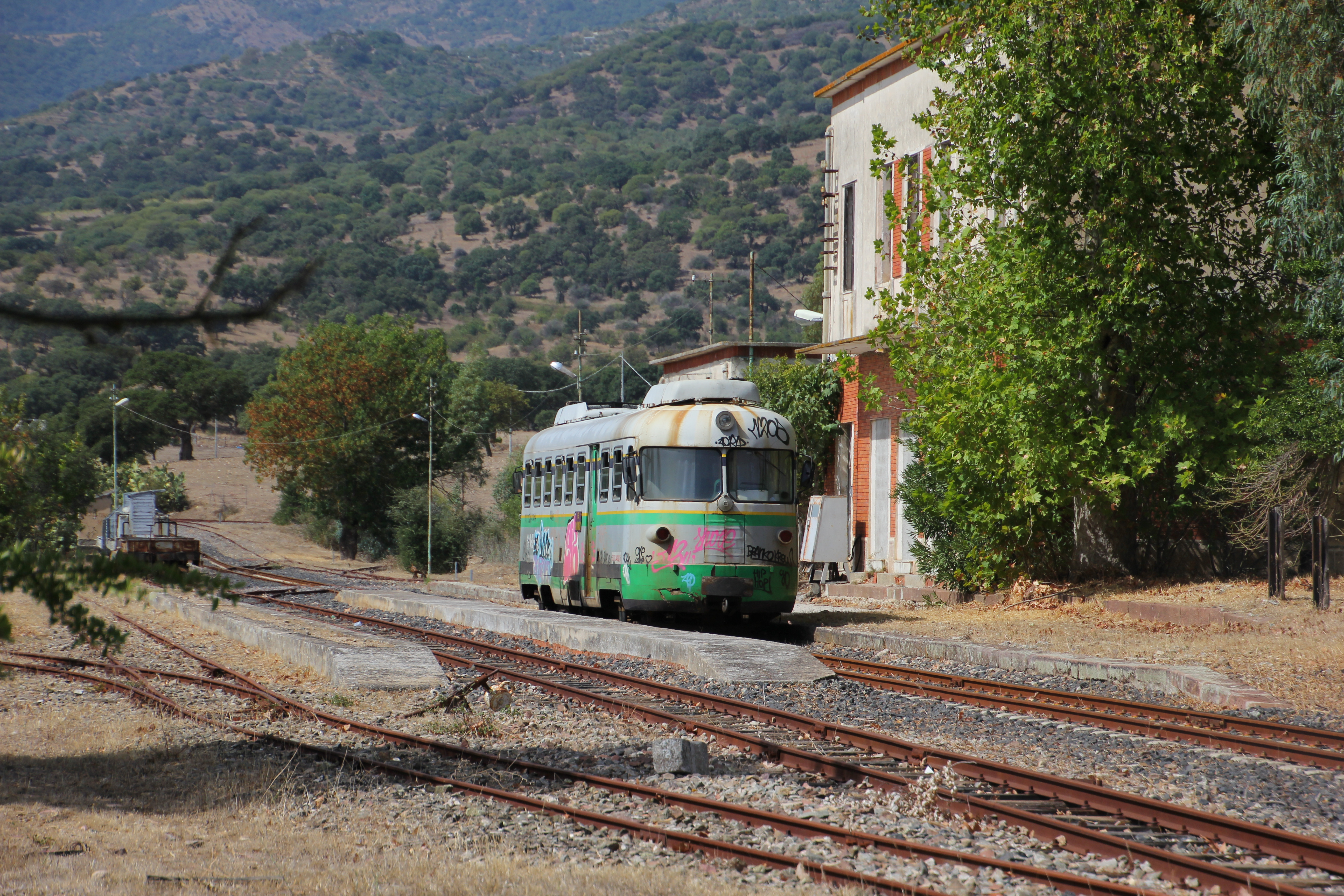
Automotrice ADe in transito nella stazione di Tirso

La linea in uscita da Bolotana segue un tracciato ricostruito quasi integralmente in variante negli anni novanta (ma già modificato negli anni cinquanta) che, dopo essere entrato nel territorio della provincia di Sassari, ha termine nella stazione di Tirso, isolato scalo campestre nelle campagne di Illorai che sino al 1969 fu stazione di diramazione da cui aveva origine la linea a scartamento ridotto per Chilivani. Anche il binario in uscita dalla stazione in direzione Nuoro segue in buona parte un percorso più volte alterato nella sua storia, valicando con un ponte il fiume Tirso (nei pressi del quale era posto un rifornitore idrico che fu anche sede di una fermata negli anni trenta) e giungendo nella stazione di Iscra nel punto di minore altimetria della ferrovia.

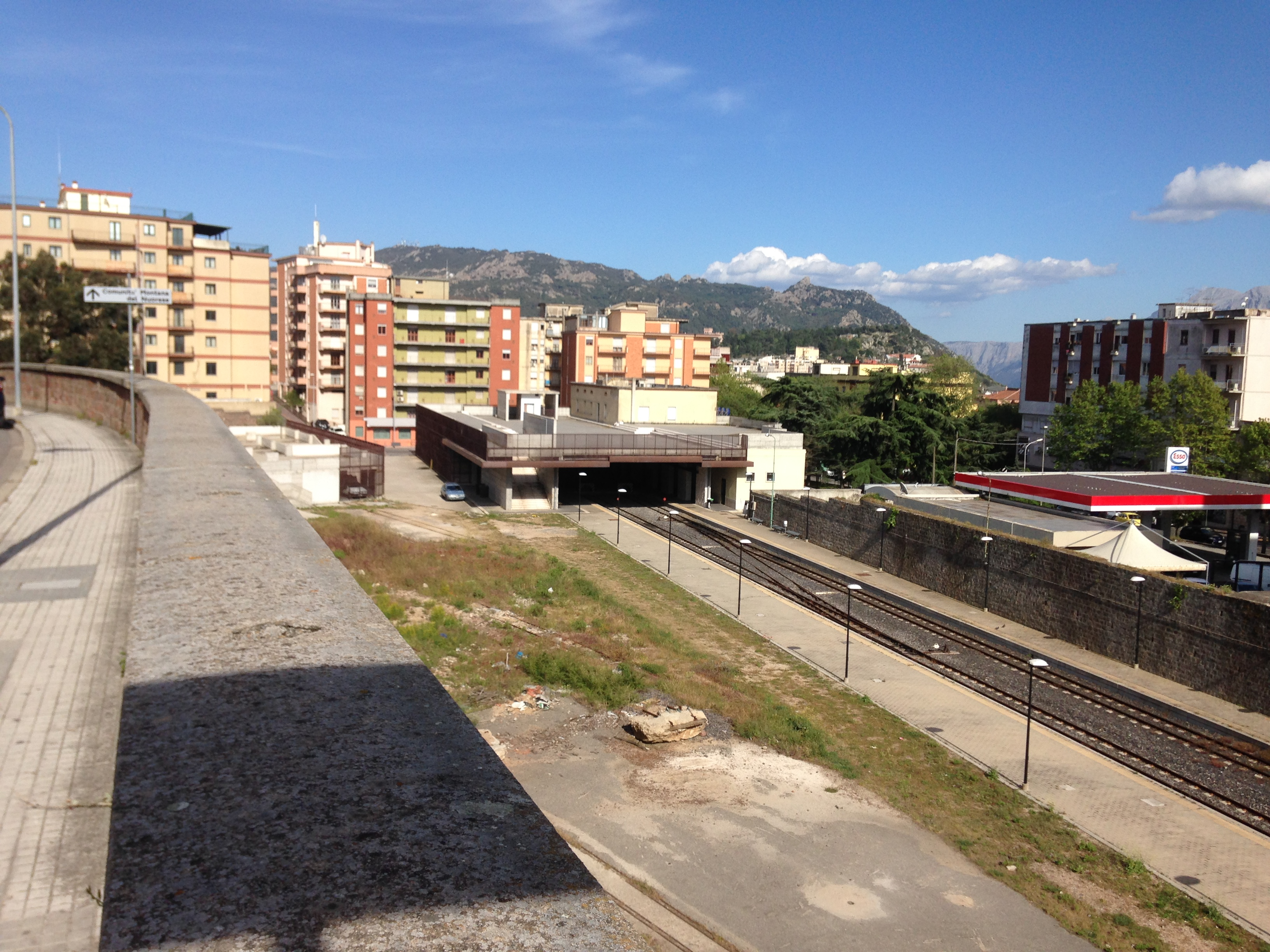
La stazione capolinea di Nuoro, aperta nel 1958

Da qui in poi la linea prosegue in ascesa verso Nuoro e dopo essere rientrata nel territorio di questa provincia segue in questa parte di tracciato quello della SS 129, giungendo nella fermata di Orotelli dopo aver affrontato un ulteriore tratto modificato negli anni novanta. Si è in piena Barbagia di Nuoro e dopo la stazione di Oniferi ed un'altra rettifica di tracciato la ferrovia entra nel comune nuorese, il cui primo scalo è quello posto a Prato Sardo, nella zona industriale della città.
Il tratto finale della linea (in cui era compresa un'ulteriore fermata in corrispondenza di un rifornitore) entra in città da nord terminando nella stazione di Nuoro, posta in via La Marmora. Sino al 1958 la ferrovia si estendeva sino all'area di piazza Italia, laddove era situata l'originaria stazione capolinea nuorese.

## Traffico

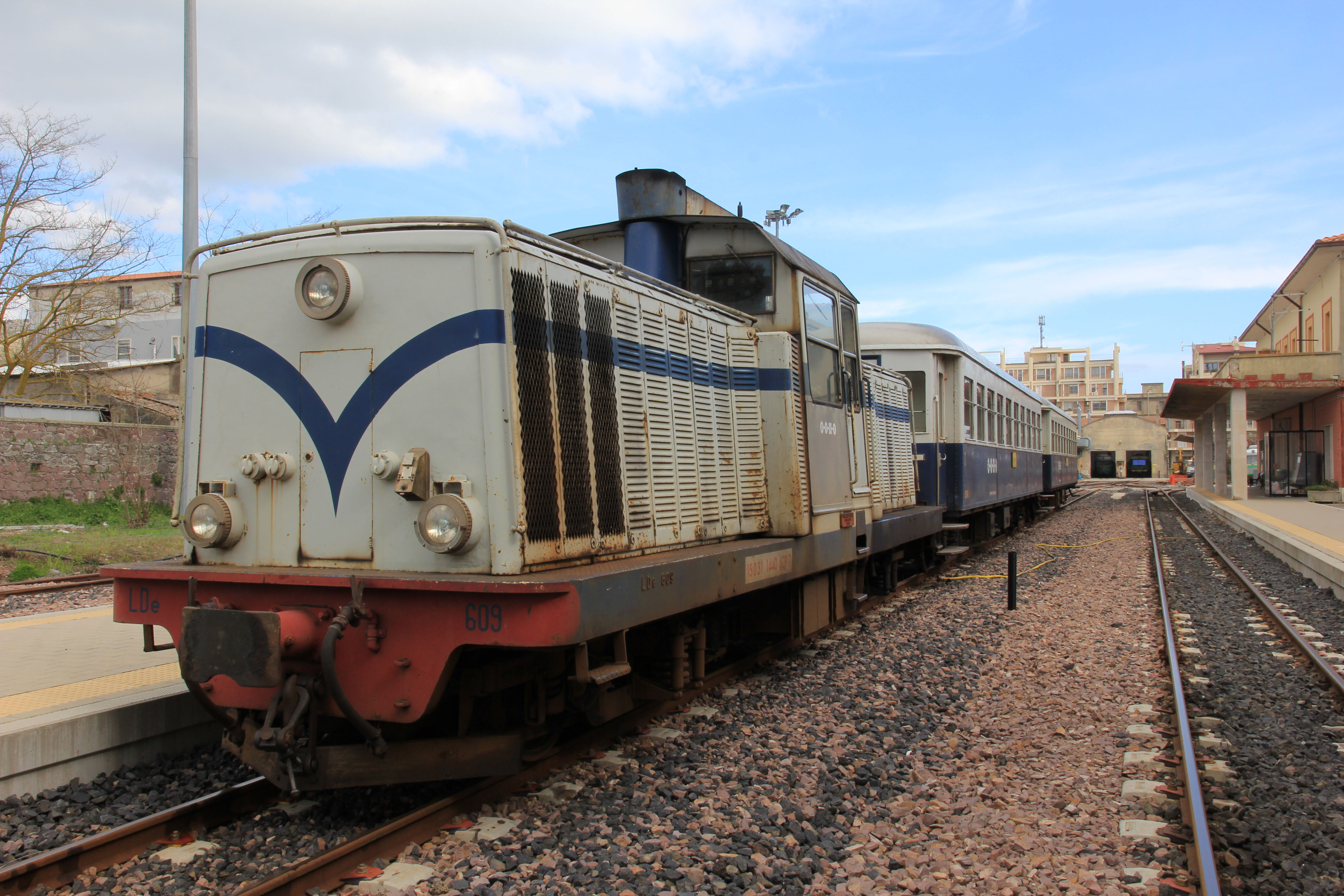
Convoglio ARST composto da locomotore LDe e carrozze V2 in sosta a Macomer

L'ARST dal 2010 è anche il gestore dei servizi ferroviari espletati lungo la linea. Dagli anni duemila l'unica tipologia di trasporto effettuata lungo la ferrovia è quella legata al servizio viaggiatori, nell'ambito del sistema di trasporto pubblico locale; sino ai primi anni duemila fu inoltre attivo il servizio merci, poi dismesso nel corso della gestione FdS.
Con riferimento all'orario 2015-2016 la linea è servita nei giorni feriali da sei coppie di corse tra Macomer e Nuoro (e viceversa), a cui si aggiunge una settima relazione avente origine da quest'ultima città nel periodo scolastico. Con la stessa periodicità viene effettuata una coppia di corse tra Macomer e la stazione di Iscra, mentre nei giorni feriali è effettuata una corsa tra Macomer e Bolotana durante tutto l'anno, per cui viene effettuata una corsa in senso opposto nel solo periodo estivo. Alcune relazioni del mattino sono inoltre espletate con autocorse sostitutive, altre invece permettono la coincidenza con le corse di Trenitalia in transito per Macomer, la cui stazione RFI è posta di fronte a quella ARST.
La linea è utilizzata nei soli giorni feriali, di domenica e nei festivi non vengono effettuati treni lungo la ferrovia, sebbene siano previste due relazioni svolte con autolinee da Nuoro a Macomer.